# 1164 Kobolda
1164 Kobolda è un asteroide della fascia principale. Scoperto nel 1930, presenta un'orbita caratterizzata da un semiasse maggiore pari a 2,3066793 UA e da un'eccentricità di 0,1947280, inclinata di 25,15901° rispetto all'eclittica.
Il suo nome è in onore dell'astronomo tedesco Hermann Kobold.